# 布盧巴尤鎮區 (阿肯色州霍華德縣)
布盧巴尤鎮區（英語：Blue Bayou Township）是位於美國阿肯色州霍華德縣的一個行政鎮區。

## 地方資料
布盧巴尤鎮區的面積為28.94平方千米，當中陸地面積為28.92平方千米，而水域面積為0.02平方千米。根據2010年美國人口普查的數據，當地共有人口103人，而人口密度為每平方千米3.56人。